# Catherine Corless
Catherine Corless, née Farrell en 1954, est une historienne irlandaise. Elle est connue pour son travail de compilation d'informations concernant la mort d'enfants au Bon Secours Mother and Baby Home à Tuam, Galway. Après s'être intéressée à l'histoire locale en suivant un cours du soir, Corless décide d'écrire un article sur la maison mère-bébé en s'inspirant de ses propres souvenirs d'enfance dans cette institution. Elle passe son temps libre à rechercher des archives dans les bibliothèques, les églises et les bureaux du conseil, et découvre que 796 enfants sont morts dans la maison. Elle trouve des certificats de décès mais constate qu’il n’y a aucun acte d’inhumation,,. Il est finalement découvert que les corps ont été jetés dans une fosse septique désaffectée sur la propriété. Elle reçoit de nombreux prix en reconnaissance de son travail, dont le People of the Year Awards (en) en 2018. À la suite du rapport gouvernemental de 2020 sur les décès et les abus dans les foyers pour mères et bébés, le Taoiseach irlandais Micheal Martin qualifie Corless de « croisé infatigable de la dignité et de la vérité ».

## Enquête sur le Bon Secours Mother and Baby Home

### Recherche initiale
Après avoir écrit un article sur les propriétaires fonciers pour le journal d'histoire locale, les rédacteurs du journal ont été impressionnés par son travail et lui demandent si elle envisagerait de soumettre un autre article. Ses propres souvenirs du foyer pour enfants et de sa fréquentation scolaire avec les enfants du foyer éveillent son intérêt pour le sujet. Corless raconte à plusieurs reprises comment elle se sentait coupable d'un tour qu'elle avait joué autrefois à l'un des enfants de la maison, copiant un camarade de classe en enveloppant une pierre dans un emballage de bonbons et en l'offrant à une fille qui l'avait attrapée, pensant c'était un régal,,.
Corless constate que très peu de choses ont été écrites sur le foyer et que des recherches approfondies seraient nécessaires pour son article. Elle commence par interroger les habitants du domaine qui a été construit sur le site de la maison qui lui montre le site d'une fosse commune que les habitants pensent être des victimes de la famine. Corless se tourne ensuite vers les cartes de l'Ordnance Survey de la région, qui indiquent que l'emplacement de la tombe était une fosse septique en 1890. Elle demande des informations au Bon Secours, mais n'obtient rien d'utile. Corless obtient ensuite les constats de décès de certains des enfants de la maison et se rend compte qu'il n'y a aucune indication sur l'endroit de leur inhumation. Elle rédige son article pour le journal local, couvrant tous les aspects de la maison, et pose la question à la fin de son article : « les enfants morts ont-ils été enterrés dans les fosses septiques ? » 
L'article n'attire pas l'attention que Corless attend des autorités et elle approfondit donc ses recherches sur le nombre d'enfants décédés dans la maison. Entre 2011 et 2013, en payant 4 euros pour chaque acte, elle obtient 798 actes de décès d'enfants décédés au foyer, mais aucun acte d'inhumation,.

### Couverture médiatique
Corless contacte d'abord les médias locaux en 2013 au sujet des résultats de ses enquêtes, dans le but de collecter des fonds pour un mémorial plus grand sur le site, mais seul un petit article est publié,. Cela est suivi en février 2014 par un autre article dans le Connacht Tribune (en), se concentrant à nouveau sur l'appel à l'installation d'une plaque sur le site avec les noms des enfants décédés. Elle poursuit ses recherches en discutant avec plusieurs personnes nées dans la maison ou pensant que des proches pourraient y être enterrés.
L'histoire éclate à l'échelle nationale en 2014, avec une couverture en première page du Irish Mail on Sunday,. Corless se retrouve alors à recevoir de nombreuses demandes de la part des médias internationaux. Corless est bouleversé par certains aspects spéculatifs des rapports, comme l'hypothèse que tous les enfants décédés à la maison ont été enterrés dans la fosse septique.
En 2017, une commission d'enquête conclut que les restes d'une structure souterraine sur le site, qui semble avoir été une fosse septique, contient effectivement les restes de nourrissons décédés pendant la période d'exploitation du foyer pour mères et bébés,,. Corless fait plusieurs autres apparitions dans les médias à la suite de cette annonce. Elle apparait dans The Late Late Show en mars 2017 pour parler de ses recherches,. Elle reçoit une standing ovation du public à la fin de son interview. Elle figure également dans l'émission Profile de la BBC Radio 4, puis en 2018 sur PM dans un segment intitulé The Home Babies.
Corless apparaît dans le documentaire de RTÉ No Country for Women en 2018, présentant l'histoire de Julia Carter Devaney qui a passé les 45 premières années de sa vie dans la maison mère et bébé de Tuam. En juillet 2018, elle donne une conférence au Galway International Arts Festival.

### Critique de ses recherches
Corless est critiquée pour ses recherches. Elle déclare que de nombreuses sections locales ont déclaré que l'affaire aurait dû être laissée de côté,. Elle affirme également qu'on lui a dit d'abandonner ses recherches et qu'en ce qui concerne les corps, elle devait « simplement les laisser là ». Mary Moriarty, une habitante locale, rapporte également avoir entendu des habitants déclarer que l'affaire devait être laissée de côté. Après la parution de l'histoire dans les médias nationaux, Corless déclare qu'elle a été contactée par le siège du Bon Secours à Cork qui lui a dit qu'elle avait bouleversé les religieuses aînées et que ses informations étaient fausses.
Après que la Commission d'enquête sur les foyers pour mères et bébés ait conclu que les corps dans la fosse commune sur le site du foyer dataient effectivement de l'époque où le foyer était ouvert et n'étaient pas des victimes de la famine, il est largement rapporté que Corless avait bien raison. Son mari déclare qu'il n'avait pas réalisé qu'il y avait autant de doutes autour des conclusions des recherches de Catherine Corless.

### Soutien à l'exhumation
Corless fait à plusieurs reprises des déclarations en faveur de l'exhumation du charnier de Tuam. En 2017, s'exprimant après avoir reçu un Prix des Droits de l'Homme pour son travail, elle déclare : « L'idéal serait d'exhumer ces petits corps et de leur montrer un peu de dignité et de respect et peut-être de les réinhumer dans le cimetière principal de Tuam qui se trouve seulement de l'autre côté de la route ». Elle critique le processus de consultation sur l'avenir du site mis en place par le conseil du comté de Galway et appelle le public à montrer sa préférence pour l'option d'un examen médico-légal complet, déclarant que cela « offrirait justice les familles des bébés enterrés dans ce réservoir ». Elle soulève de nouveau la question en avril 2018, après avoir reçu son prix de personnalité de l'année. Critiquant le fait que l'argent ait été un facteur dans les potentielles futures options pour le site, Corless déclare : « Il y a quelques suggestions pour commémorer le site, mais je pense que c'est irrespectueux et inacceptable. Une exhumation complète est maintenant nécessaire. retirer les restes de ces enfants innocents — ce n’est pas un endroit pour eux — et leur offrir un enterrement respectueux cela ferait partie du processus de guérison de toutes les familles impliquées. La seule chose qui empêche une exhumation complète, c’est l’argent, et c’est cela n'est pas un bonne raison. ».
Corless refuse une invitation à une réception pour la visite du pape François en Irlande et assiste à une veillée qui a lieu en même temps que la messe papale, déclarant qu'elle « prend position avec les bébés ». En 2020, elle écrit à l'archevêque Jude Thaddeus Okolo, ambassadeur du pape en Irlande, concernant la réinhumation des restes et reçoit une réponse selon laquelle l'archevêque partage le point de vue de l'archevêque de Tuam, selon lequel les restes doivent être réinhumés dans la dignité.

## Récompenses
Corless reçoit de nombreux prix en reconnaissance de son enquête sur le foyer pour mères et bébés Bon Secours. En 2017, elle reçoit le Prix des droits de l'homme du Barreau d'Irlande en reconnaissance de son « service humanitaire exceptionnel »,,. Dans son discours de remerciement, elle déclare :

« Je ne peux pas comprendre comment les sœurs ont pu abandonner ce foyer en 1961, fermer les grilles avec 796 enfants enterrés dans des coffins dans des tunnels, nombre d'entre eux dans une fosse septique comme nous le savons maintenant. Qui laisserait cet endroit sans accepter le fait que tant d'enfant ont été enterrés ici, tant de vies précieuses ont été perdues ? L'idéal serait d'exhumer ces petits corps et leur offrir un peu de dignité et de révérence en les réenterrant dans le cimetière de Tuam situé juste de l'autre côté de la route. J'espère que la commission [leur] offrira justice. Tout ce que les survivants veulent sont des excuses et la reconnaissance de ce qui leur est arrivé à eux et leurs mères. Mon travail est en faveur des survivants des foyers mères-enfants et j'espère que ce prix donnera la force à plus de survivants de raconter leur histoire. Avec chacun de ces témoignages, la vérité se découvre un peu plus et notre campagne pour la justice devient plus important. Je partage ce prix avec tous les survivants. »

— Catherine Corless
La même année, elle reçoit un prix spécial pour la recherche d'investigation aux Newsbrands Ireland Journalism Awards 2017.
Elle est nommée l'une des personnalités de l'année à Galway en février 2018. En avril 2018, Corless est l'une des récipiendaires du prix People of the Year du Rehab Group,. Elle reçoit une standing ovation lors de la cérémonie et est largement saluée sur Twitter. Le président irlandais, Michael D Higgins, salue son travail lors d'un discours au Festival international des arts de Galway. À propos de Corless, il déclare : « Elle a fait preuve non seulement de courage et de persévérance, mais aussi d'un engagement remarquable à découvrir la vérité, la vérité historique et la vérité morale. Nous tous, dans cette république, avons une dette de gratitude envers Catherine pour ce qui a été une expérience extraordinaire et un acte de vertu civique. »
En octobre 2018, Corless reçoit un doctorat honorifique de l'Université nationale d'Irlande à Galway (NUIG). En remettant le prix, le professeur Caroline McGregor de l'École de sciences politiques et de sociologie du NUIG déclare que les recherches de Corless « cherchaient à resubjectiver les enfants décédés, ainsi que leurs familles et leurs proches, car, au moment de leur mort, ils étaient davantage traités comme des objets dont on voulait se débarrasser plutôt que de sujets ayant droit à la dignité, à la justice et au respect dans la vie et dans la mort. Son travail ne se concentre pas seulement sur ceux qui sont morts, mais aussi sur ceux qui continuent de vivre avec la douleur, le traumatisme et la blessure du présent. »
Corless reçoit un diplôme honorifique du Trinity College de Dublin en décembre 2018. Le même jour, le Trinity Long Room Hub organise un événement intitulé In Conversation with Catherine Corless.
Elle reçoit un doctorat honorifique en littérature de l'University College Dublin le 4 septembre 2019 : « Pour les valeurs de l'humanité que Catherine incarne et pour la différence qu'elle a apportée au monde »

## Vie privée
Corless est née à Tuam et vit dans la région depuis lors. Elle épouse son mari, Aidan Corless, en 1978. Elle est secrétaire dans une usine textile avant d'abandonner son travail pour s'occuper à plein temps de ses quatre enfants. Elle étudie l'histoire locale dans un cours du soir. Elle découvre que sa propre mère est illégitime, qu'aucun père ne figure sur son acte de naissance et qu'elle a été élevée dans des familles d'accueil.